# Comuna Ferești, Vaslui
Ferești este o comună în județul Vaslui, Moldova, România, formată numai din satul de reședință cu același nume. Fondatorul a fost boierul Feer, fiind atestată documentar din anul 1482. De asemenea, aici s-a născut marele cărturar Nicolae Milescu Spătaru, în anul 1636.

## Demografie
Componența etnică a comunei Ferești
     Români (93,48%)
     Alte etnii (6,52%)
Componența confesională a comunei Ferești
     Ortodocși (92,94%)
     Alte religii (0,48%)
     Necunoscută (6,57%)
Conform recensământului efectuat în 2021, populația comunei Ferești se ridică la 1.871 de locuitori, în scădere față de recensământul anterior din 2011, când fuseseră înregistrați 1.897 de locuitori. Majoritatea locuitorilor sunt români (93,48%). Din punct de vedere confesional, majoritatea locuitorilor sunt ortodocși (92,94%), iar pentru 6,57% nu se cunoaște apartenența confesională.

## Istorie
La sfârșitul secolului al XIX-lea, comuna făcea parte din plasa Mijlocul a județului Vaslui și era alcătuită, ca și în prezent, doar din satul de reședință cu același nume. Comuna avea o populație de 966 de locuitori, iar în localitate exista o școală mixtă frecventată de 35 de elevi, o biserică și două mori (una de vânt și una de aburi).
Anuarul Socec din 1925 consemnează comuna în plasa Solești din același județ, primind și satele Tătărani și Sărata, cu o populație de 1718 de locuitori.
În anul 1950, comuna a trecut la regiunea Bârlad, iar după 1956, la regiunea Iași. În acest timp, satul Tătărani a fost desființat și comasat, ori cu satul Ferești, ori cu satul Sărata. În anul 1968, comuna revine la județul Vaslui, reînființat, dar a fost desființată imediat, iar satul Ferești a trecut la comuna Văleni. Tot atunci, a fost desființat și satul Sărata, care a fost comasat cu satul Ferești. Comuna a fost reînființată în anul 2004, în structura actuală.

## Politică și administrație
Comuna Ferești este administrată de un primar și un consiliu local compus din 13 consilieri. Primarul, Sebastian Arteni[*], de la Partidul Social Democrat, este în funcție din 2012. Începând cu alegerile locale din 2024, consiliul local are următoarea componență pe partide politice:
|  | Partid                    | Consilieri | Componența Consiliului | Componența Consiliului | Componența Consiliului | Componența Consiliului | Componența Consiliului | Componența Consiliului | Componența Consiliului | Componența Consiliului | Componența Consiliului | Componența Consiliului |
|  | ------------------------- | ---------- | ---------------------- | ---------------------- | ---------------------- | ---------------------- | ---------------------- | ---------------------- | ---------------------- | ---------------------- | ---------------------- | ---------------------- |
|  | Partidul Social Democrat  | 10         |                        |                        |                        |                        |                        |                        |                        |                        |                        |                        |
|  | Partidul Național Liberal | 3          |                        |                        |                        |                        |                        |                        |                        |                        |                        |                        |